# Exerodonta
Exerodonta (лат.) — род бесхвостых земноводных из семейства квакш. Род был воссоздан в 2005 году после серьезной ревизии семейства Hylidae. Девять видов, ранее входивших в род Hyla, были перемещены в этот род. Обитают от Мексики до Гондураса.

## Классификация
На январь 2023 года в род включают 9 видов:
- Exerodonta abdivita (Campbell & Duellman, 2000)
- Exerodonta bivocata (Duellman & Hoyt, 1961)
- Exerodonta catracha (Porras & Wilson, 1987)
- Exerodonta chimalapa (Mendelson & Campbell, 1994)
- Exerodonta melanomma (Taylor, 1940) — Темнопятнистая квакша
- Exerodonta perkinsi (Campbell & Brodie, 1992)
- Exerodonta smaragdina (Taylor, 1940) — Смарагдовая квакша
- Exerodonta sumichrasti Brocchi, 1879
- Exerodonta xera (Mendelson & Campbell, 1994)